# Joël Mouclier
Joël Mouclier (né en 1967 à Bordeaux) est un auteur de bande dessinée, illustrateur et infographiste français. 

## Biographie
Après des études aux Beaux-Arts d'Angoulême, il entre chez Delcourt, où il dessine les diptyques Les Remparts d'écume (1990-1992), Dragons (1994-1995) et Semio (1996-1997). Il se consacre ensuite à la colorisation et à l'illustration, travaillant notamment sur le jeu de rôle Polaris édité par Halloween Concept.
En 2011, Mouclier revient au dessin de bande dessinée avec Meridia, série écrite par Thierry Gloris dont Delcourt publie les trois albums jusqu'en 2013. En 2017, Mouclier illustre le volume consacré à la bataille de Camerone de la série historique Champs d'honneur.